# 武斯特维茨
武斯特维茨（德語：Wusterwitz）是德国勃兰登堡州的一个市镇，隶属于波茨坦-米特尔马克县。总面积为23.78平方千米，截至2020年总人口为3033人。